# Джонсон, Борис
Алекса́ндер Бо́рис де Пфе́ффель Джо́нсон (англ. Alexander Boris de Pfeffel Johnson), более известный как Бо́рис Джо́нсон (род. 19 июня 1964[…], Нью-Йорк, Нью-Йорк, США) — британский политический и государственный деятель.
Премьер-министр Великобритании (24 июля 2019 — 6 сентября 2022). Мэр Лондона (4 мая 2008 — 9 мая 2016) и министр иностранных дел Великобритании (13 июля 2016 — 9 июля 2018) в первом и втором кабинетах Терезы Мэй. Член Консервативной партии, был её лидером (23 июля 2019 — 5 сентября 2022). 7 мая 2015 года избран в Палату общин, а 9 июня 2023 года сложил депутатские полномочия. Известен как один из главных идеологов выхода Великобритании из Европейского союза.

## Происхождение
Борис Джонсон родился 19 июня 1964 года в Нью-Йорке, США.
Его прадед со стороны отца, турецкий журналист Али Кемаль (1867—1922), короткое время был министром внутренних дел в правительстве Ахмеда Окдая, последнего великого визиря Османской империи. В этой должности он дал приказ об аресте Кемаля Ататюрка. Позже, после прихода Ататюрка к власти, был убит по приказу Нуреддина Коньяра. После этого дед Бориса Джонсона, Осман Али, бежал в Великобританию, где принял имя Уилфреда Джонсона (Wilfred Johnson).
Вторая фамилия «Пфеффель» восходит к немецкой прабабушке, баронессе Марии-Луизе фон Пфеффель (1882—1944), которая приходилась внучкой знаменитому шахматисту Арну де Ривьеру, правнучкой герцогу Павлу Вюртембергскому, внучатой племянницей великой княгине Елене Павловне и Эрнестине Пфеффель (жене поэта Фёдора Тютчева).
Прадед Бориса Джонсона по материнской линии — американский учёный-палеограф Элиас Эвери Леви (1879—1969) — родился в Российской империи в городе Калвария в еврейской семье. Прабабушка со стороны матери — Хелен Трэйси Лове-Портер (1876—1963) — американская переводчица художественной прозы с немецкого языка, родом из Тауанды (округ Брадфорд, Пенсильвания).
Джонсон — отдалённый потомок короля Георга II. Назван в честь русского эмигранта, которого родители Джонсона повстречали в Мексике.

## Детство и юность
В семье Борис рос вместе с младшими сестрой Рейчел и братьями Джо и Лео. У Бориса также есть единокровные сестра и брат, родившиеся во втором браке его отца.
В начале 1970-х годов отец Бориса, Стэнли Джонсон, был одним из первых уполномоченных объединённой Европы по контролю за загрязнением окружающей среды. Начальное образование Борис получал в европейской школе в Брюсселе. В 1979—1984 годах Стэнли Джонсон был депутатом Европарламента.
В дальнейшем семья переехала в Великобританию, и учиться он продолжил в подготовительной школе в Восточном Суссексе (Ashdown House Preparatory School, East Sussex), а затем в Итоне.
В детстве Борис страдал от глухоты и перенёс несколько операций. Родители Джонсона развелись, когда ему было 14 лет. Мать Бориса Джонсона, Шарлота Джонсон-Вал была художницей; ранее во второй раз вышла замуж. Умерла в 2021 году в возрасте 79 лет от болезни Паркинсона.
В 1983—1984 годах обучался в Баллиол-колледже Оксфордского университета. Кроме родного английского, Джонсон владеет французским, немецким, итальянским, испанским языками. знает также латинский и древнегреческий.
Был избран в элитный Буллингдонский клуб (Bullingdon Club). Борис нечасто посещал заседания клуба. В 1986 году стал сопредседателем знаменитого дискуссионного клуба Общество Оксфордского союза. Среди его близких друзей — Чарльз Спенсер, младший брат принцессы Дианы, и Дэвид Кэмерон, лидер консервативной партии (2005—2016).

## Журналистская работа
После окончания университета Джонсон занялся журналистикой. В 1987 году, благодаря семейным связям, начал работать в «Таймс». Разразился скандал, когда Джонсон написал для газеты статью об археологическом открытии дворца короля Эдуарда II, придумав для статьи цитату, которую он ложно приписал историку Колину Лукасу, своему крёстному отцу. После того как редактор Чарльз Уилсон узнал об этом, он уволил Джонсона.
Джонсон устроился на работу в редакцию газеты The Daily Telegraph, познакомившись с её редактором Максом Гастингсом во время своего председательства в Оксфордском университетском союзе. Его статьи были адресованы консервативной аудитории газеты, представителям среднего класса и среднего возраста, и были известны своим особым литературным стилем, изобилующим старомодными словами и фразами, и регулярным обращением к читателям «мои друзья». В начале 1989 года Джонсон был назначен в брюссельское бюро газеты для освещения деятельности Европейской комиссии и оставался на этой должности до 1994 года. Ярый критик президента Комиссии Жака Делора, выступавшего за интеграцию, он зарекомендовал себя как один из немногих в городе журналистов-евроскептиков. Он писал статьи о таких евромифах, как желание ЕС запретить чипсы со вкусом креветок и британские колбаски, стандартизировать размеры презервативов, потому что у итальянцев пенисы меньше. Он писал, что Брюссель нанял нюхачей, чтобы убедиться, что евронавоз пахнет одинаково, и что европейские бюрократы собираются диктовать допустимую кривизну бананов и пределы мощности пылесосов, а также приказать женщинам возвращать свои старые секс-игрушки. Он писал, что банкноты евро делают людей импотентами, что монеты евро делают людей больными, и что существует план взорвать Берлемон, потому что асбестовая облицовка делает здание слишком опасным для нахождения в нём. Многие из его коллег-журналистов критиковали его статьи, считая, что они часто содержат ложь, призванную дискредитировать комиссию. Позднее еврофил-консерватор Крис Паттен заявил, что в то время Джонсон был «одним из величайших выразителей фальшивой журналистики». Джонсон выступал против запрета ручного огнестрельного оружия после бойни в школе Данблейн, написав в своей колонке: «Няня конфискует их игрушки. Это похоже на одну из тех обширных индийских программ обязательной вазэктомии».
Биограф Джонсона Эндрю Гимсон считает, что эти статьи сделали его «одним из самых известных выразителей евроскептицизма». Согласно биографу Соне Пурнелл, которая была заместителем Джонсона в Брюсселе, он помог сделать евроскептицизм «привлекательным и эмоционально резонансным делом для правых», тогда как раньше он ассоциировался с британскими левыми. Статьи Джонсона сделали его любимым журналистом консервативного премьер-министра Маргарет Тэтчер, но Джонсон раздражал её преемника, еврофила Джона Мейджора, который тратил много времени на попытки опровергнуть слова Джонсона. Статьи Джонсона обострили напряжённость между евроскептическими и еврофильскими фракциями Консервативной партии. В результате он заслужил недоверие многих членов партии. Его статьи также оказали ключевое влияние на появление в начале 1990-х годов Партии независимости Великобритании (UKIP), выступающей против ЕС. Конрад Блэк, бывший в то время владельцем газеты The Daily Telegraph, сказал, что Джонсон «был настолько эффективным корреспондентом для нас в Брюсселе, что он сильно повлиял на британское мнение об отношениях этой страны с Европой».
Вернувшись в Лондон, Гастингс отклонил просьбу Джонсона стать военным репортёром, вместо этого повысив его до должности помощника редактора и главного политического обозревателя. Колонка Джонсона получила похвалу за идеологическую эклектичность и оригинальность изложения и принесла ему награду «Комментатор года» на премии What the Papers Say.
С этого времени он довольно часто стал появляться на телевидении, выступая в различных информационных программах и популярных шоу. Появление Джонсона в апрельском эпизоде 1998 года сатирической передачи «Би-би-си» Have I Got News for You принесло ему национальную известность. Его приглашали в последующие эпизоды, в том числе в качестве приглашенного ведущего; за свое появление в 2003 году Джонсон получил номинацию на телевизионную премию BAFTA за лучшее развлекательное выступление.
В 2000 году стал главным редактором политического еженедельника The Spectator, популярного среди британского истэблишмента. С его приходом тираж журнала увеличился почти в два раза. После своего избрания в парламент Джонсон продолжил заниматься редакторской деятельностью, что противоречило устоявшимся правилам, запрещающим совмещать депутатство с другой работой. Пост главного редактора он оставил только в 2005 году.
Помимо этого вёл автомобильную колонку в популярном мужском журнале GQ.
В 2018 году, после ухода с поста министра иностранных дел, возобновил сотрудничество с Daily Telegraph в нарушение правил парламентского комитета о занятии новой должности в случае отставки, предусматривающих трёхмесячный срок ожидания во избежание конфликта интересов.

## Политическая карьера

### Палата общин (2001—2008)
На парламентских выборах 2001 года впервые был избран членом Палаты общин Британского парламента от избирательного округа Хенли в графстве Оксфордшир как представитель Консервативной партии Великобритании.
Был депутатом парламента с 9 июня 2001 года по 4 июня 2008 года, вновь переизбравшись на выборах 2005 года. В конце 2003 года был назначен заместителем лидера партии Майкла Говарда, однако через год был отправлен в отставку из-за скандала вокруг романа Джонсона с коллегой-журналисткой.
В 2004 году Джонсон был «теневым» министром по делам культуры, а в 2005 году — по вопросам высшего образования.
Одним из депутатов от Консервативной партии, которые публично поддержали импичмент Тони Блэра, был Джонсон.
7 мая 2015 года на всеобщих выборах 2015 года был вновь избран членом Палаты общин Британского парламента от избирательного округа Аксбридж и Южный Райслип в Большом Лондоне. При этом в течение года продолжил выполнять обязанности мэра Лондона, совмещая две должности.

### Мэр Лондона (2008—2016)

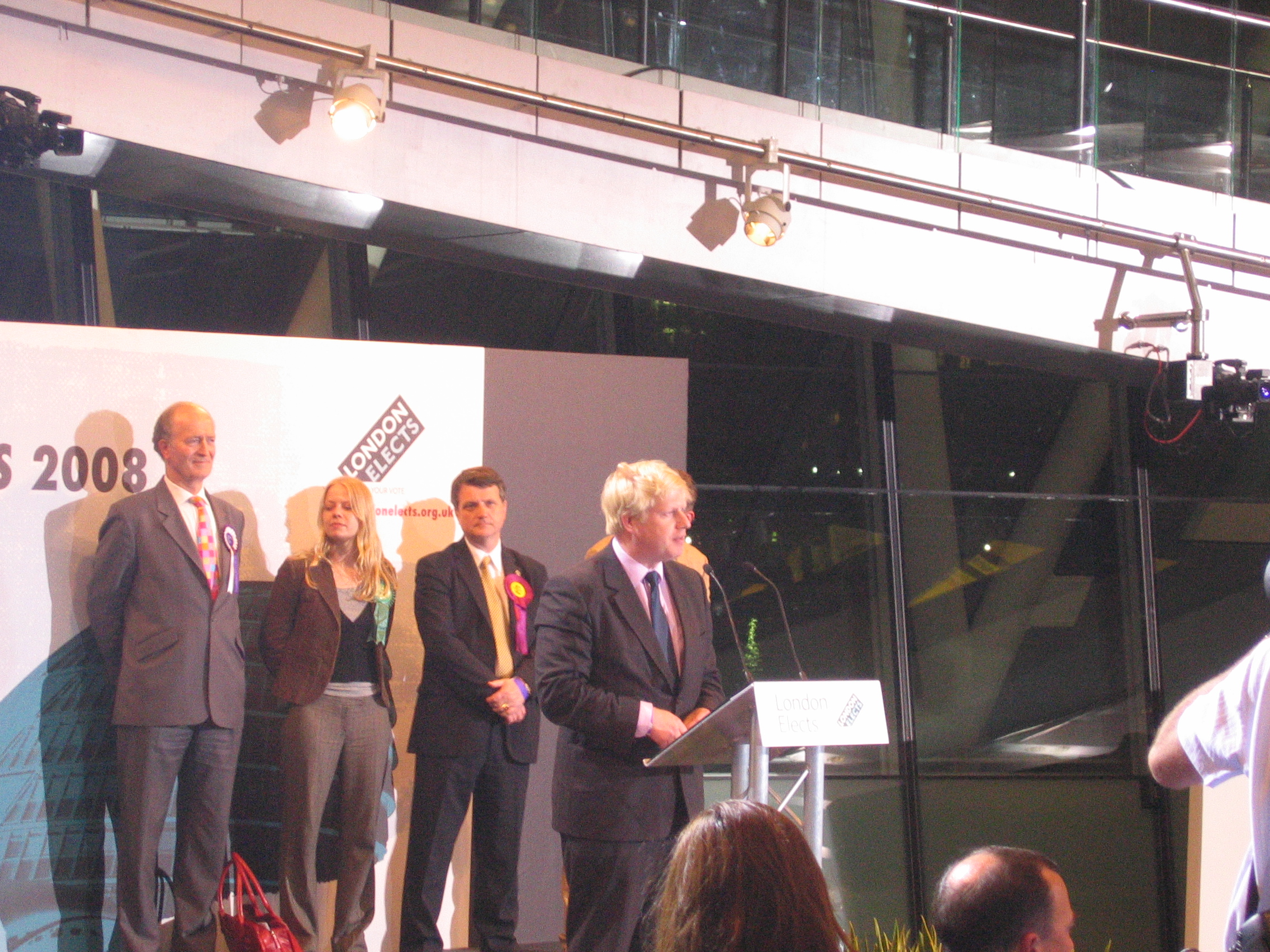
Сити-холл, 2008 год

В марте 2007 года Джонсон выдвинул свою кандидатуру на должность мэра Лондона на выборах 2008 года. Был избран 1 мая 2008 года как представитель Консервативной партии Великобритании, получив 42,48 % голосов в первом туре и 53,2 % во втором (представитель Лейбористской партии набрал соответственно 36,38 % и 46,8 % голосов). После избрания мэром Лондона в качестве приоритетных направлений выделил борьбу с преступностью и решение транспортных проблем.

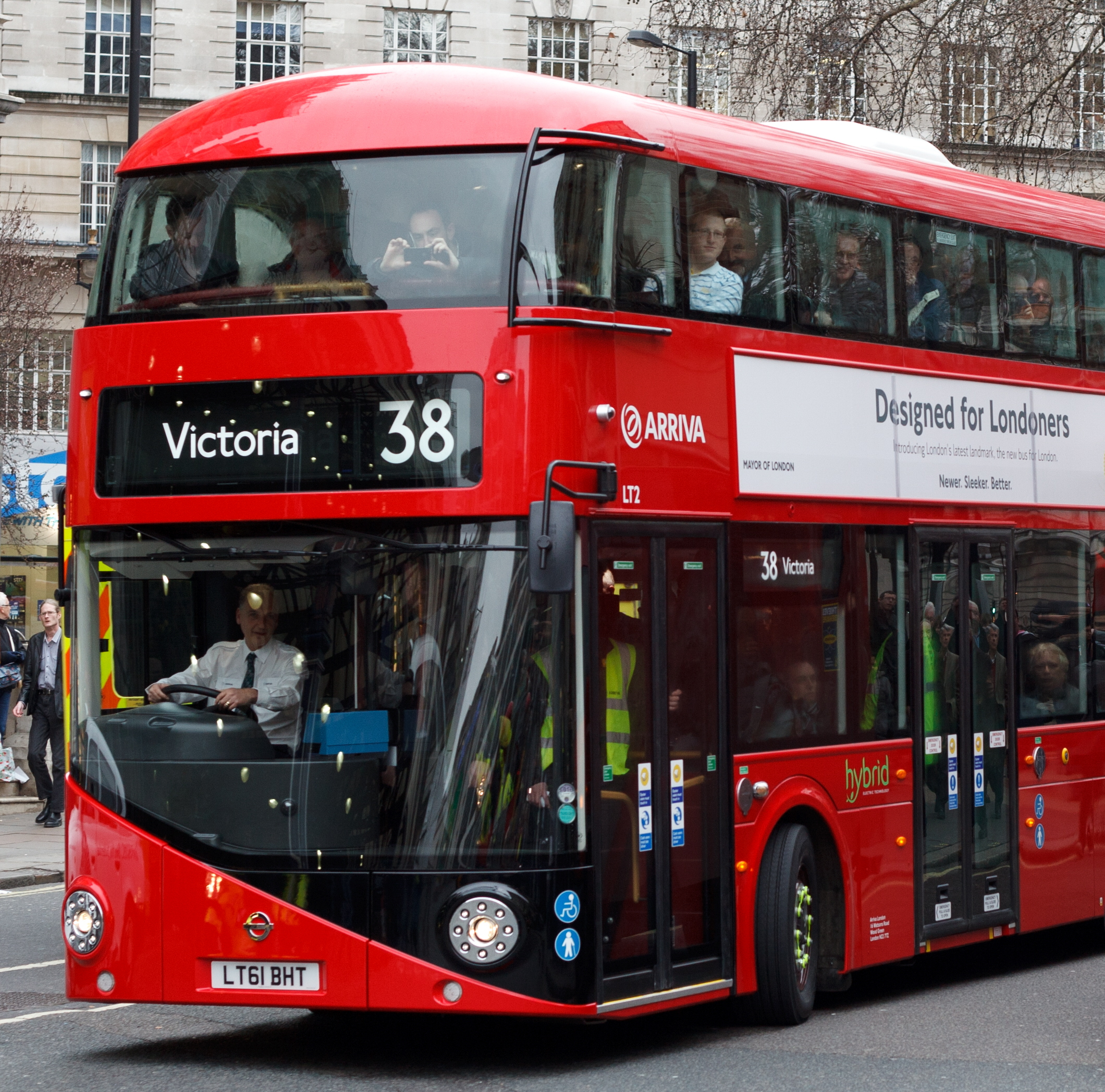
Автобус New Routemaster

При Джонсоне был введён запрет на употребление алкоголя в метро и автобусах, существенно обновлён автопарк (кроме того на улицы были возвращены красные даблдекеры, ставшие символом города). Шло развитие высокоскоростного железнодорожного транспорта. Проводилась популяризация велоспорта и организация велопроката и велостоянок в Лондоне. Сам Джонсон зачастую перемещался по городу на велосипеде, показывая пример горожанам. Несмотря на то, что в Лондоне увеличилось количество наездов велосипедистов на пешеходов, транспортное сообщение в городе заметно улучшилось, а туристическая привлекательность Лондона возросла.
В мае 2012 года был переизбран на новый срок. Важным достижением в этот период управления Джонсона стало успешное проведение в городе летних Олимпийских игр 2012 года. Городские власти проделали огромную подготовительную работу, что позволило провести игры без каких-либо эксцессов.
К числу отрицательных моментов руководства Джонсона относят строительство небоскрёбов с дорогими квартирами, покупку водомётов для разгона демонстраций, применение которых было запрещено.
В 2013 году заявил о намерении закрыть аэропорт «Хитроу», назвав его слишком шумным, и переместить его вместе со взлётно-посадочными полосами к востоку или к северу от города.
В декабре 2014 года сравнивал Владимира Путина с эльфом Добби из книг о Гарри Поттере, но призывал не обманываться внешностью: «на самом деле безжалостный тиран».
В 2016 году, во время подготовки и проведения референдума о выходе Великобритании из Евросоюза, был активным сторонником и пропагандистом Brexit. В апреле 2016 года мэр Лондона и депутат от Консервативной партии Борис Джонсон был обвинён в применении политики «собачьего свистка» в целях продвижения расистской политики через министра финансов и труда Джона Макдоннелла. Также Джонсон предположил, что президент США Барак Обама выразил недовольство Соединённым Королевством из-за того, что ненависть к Британской империи «в его крови» по причине его кенийского происхождения. Это произошло после того, как Обама поддержал тех, кто был против выхода Великобритании из ЕС.
После проведения референдума, на котором победили евроскептики, считалось, что Джонсон выдвинет свою кандидатуру на пост главы Консервативной партии и премьер-министра Великобритании, однако 30 июня 2016 года, после того как его ближайший сподвижник по кампании за Brexit, министр юстиции Майкл Гоув, сам выдвинул свою кандидатуру на пост главы партии, Джонсон отказался баллотироваться, официально объявив об этом на пресс-конференции в Лондоне.
Борис Джонсон положил также немало сил на поддержку лондонского финансового сектора, обеспечение будущего запуска круглосуточной работы метро.

### Министр иностранных дел Великобритании (2016—2018)
13 июля 2016 года был назначен министром иностранных дел в новом кабинете Терезы Мэй. Возглавляя министерство, Джонсон неоднократно вызывал негативную реакцию несдержанными, язвительными высказываниями в адрес других политиков и государств.
Борис Джонсон подчёркивал, что не питает ни малейших симпатий к президенту России Владимиру Путину и построенной им, как выражался Джонсон, «бандитской клептократии».
В декабре 2017 года посетил Москву, где провёл переговоры с министром иностранных дел России Сергеем Лавровым. Это был первый официальный визит главы Форин-офис в Россию за последние пять лет. Несмотря на благожелательную атмосферу визита, Джонсон последовательно придерживался антироссийской позиции, которая проявилась особенно ярко после отравления Сергея и Юлии Скрипаль в марте 2018 года.
Будучи главой внешнеполитического ведомства вёл переговоры по выходу Великобритании из ЕС. Подал в отставку с поста министра 9 июля 2018 года из-за разногласий с Терезой Мэй по процедуре выхода.
На посту главы МИД Борис Джонсон нередко позволял себе жёсткие высказывания в адрес России. Сравнивал проведение чемпионата мира по футболу — 2018 в России с проведением Олимпийских игр 1936 года в гитлеровской Германии.

### Выборы лидера Консервативной партии (2019)
После отставки Терезы Мэй с должности лидера Консервативной партии Борис Джонсон заявил, что будет баллотироваться на этот пост. Подразумевалось, что в случае избрания он также сменит Мэй на посту премьер-министра Соединённого Королевства. В начале июня, незадолго до своего визита в Великобританию, кандидатуру Джонсона поддержал президент США Дональд Трамп.
В первых пяти турах голосования, прошедших с 13 по 20 июня, Джонсон каждый раз занимал первое место со значительным отрывом от своих конкурентов. По итогам пятого тура, состоявшегося 20 июня, вышел в последний, шестой тур вместе с министром иностранных дел Джереми Хантом.
По результатам голосования членов партии Джонсон выиграл выборы, набрав 92 153 голоса. 23 июля он официально стал новым лидером Консервативной партии Великобритании.

### Премьерство (2019—2022)

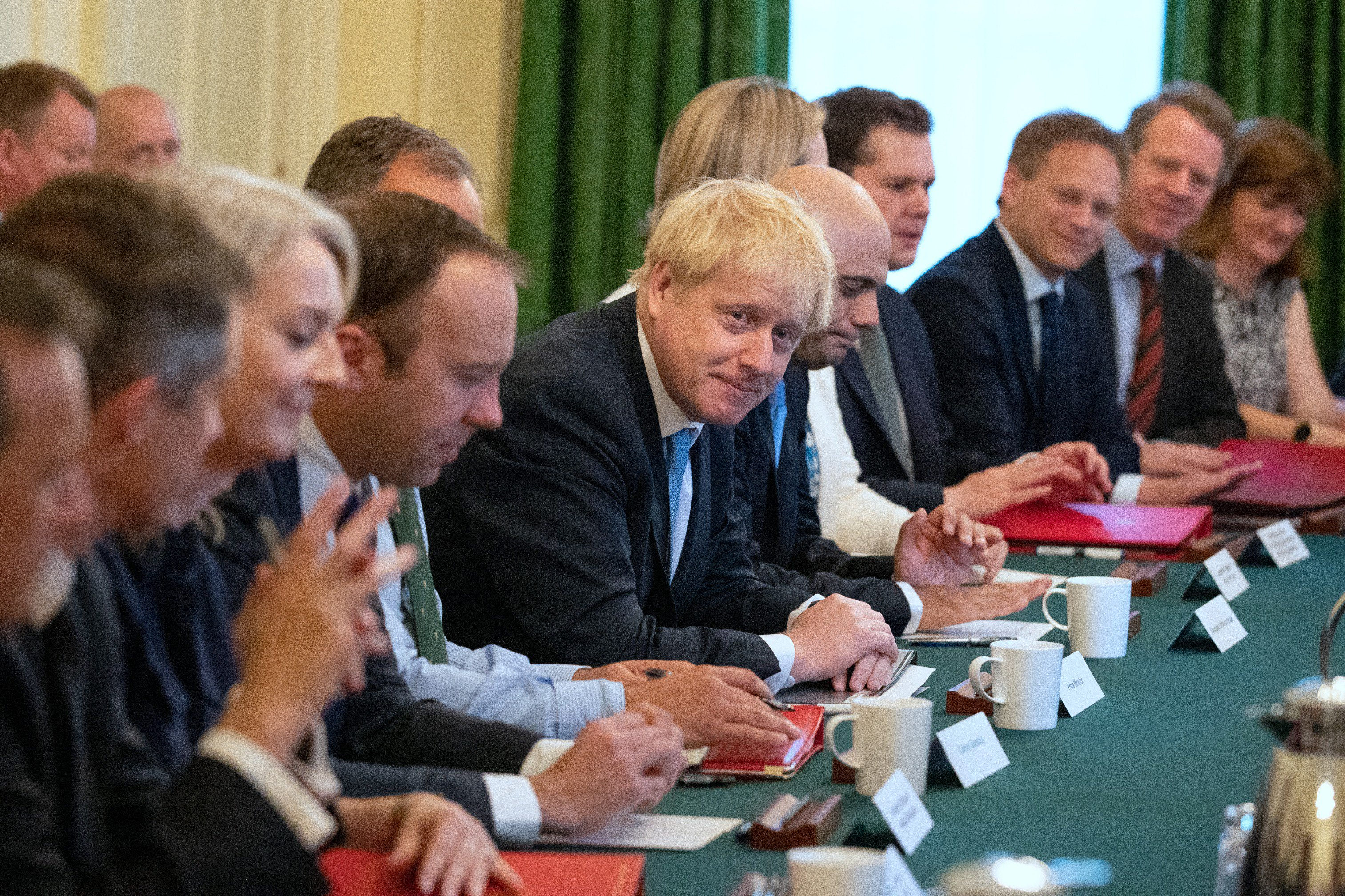
25 июля 2019 года

Борис Джонсон вступил в должность премьер-министра Великобритании 24 июля 2019 года. Он выразил желание при любых обстоятельствах вывести Великобританию из ЕС 31 октября 2019 года, даже если для этого придётся резко разорвать связи с союзом.
28 августа 2019 года правительство Великобритании обратилось к королеве Елизавете II с просьбой приостановить работу парламента до 14 октября. В качестве предлога для этого премьер-министр Борис Джонсон использовал процедуру подготовки и обнародования новой программы правительства. Королева одобрила приостановку работы парламента. Этот шаг премьер-министра возмутил его оппонентов по вопросу о «брекзите», которые составляли большинство в Палате общин. Они заявляли, что Джонсон лишает их возможности полноценно участвовать в процессе «брексита», и называли его поведение антиконституционным.
9 сентября 2019 года парламент Великобритании принял закон, который в обязательном порядке откладывает выход страны из ЕС на 3 месяца (до 31 января 2020 года), в случае если до 31 октября не будет подписано соглашение с ЕС об условиях выхода.
11 сентября 2019 года апелляционная коллегия Сессионного суда в Шотландии приняла решение о том, что приостановка работы парламента была незаконной. Истцами в этом процессе выступали более 70 членов обеих палат парламента. В тот же день, 11 сентября, лондонский Высокий суд решил, что вопрос о приостановке работы парламента является чисто политическим и не должен рассматриваться в суде. Иск в этот суд подала предпринимательница и активистка Джина Миллер, а позже к ней присоединился бывший премьер-министр Джон Мейджор. Апелляции на решения по обоим делам рассматривал Верховный суд Великобритании, который 24 сентября 2019 года единогласно решил, что приостановка работы парламента была незаконной.
На парламентских выборах, прошедших 12 декабря 2019 года, выступающие за выход Великобритании из ЕС консерваторы получили большинство мест. После этого, 19 декабря 2019 года, Палата общин большинством голосов приняла во втором чтении Закон о выходе из Евросоюза, который гарантирует, что Великобритания выйдет из ЕС 31 января 2020 года. 9 января 2020 года Палата общин приняла закон в третьем чтении.
В начале 2020 года Великобританию охватила пандемия COVID-19. Правительство ввело ряд социальных ограничений, таких как изоляция и ограничение передвижения, которые премьер-министр и некоторые из его сотрудников, как было позже установлено, нарушили. Разбирательство по данному делу получило название «Партигейт» (англ. Partygate, аналог. Уотергейт). С тех пор пребывание Джонсона на посту главы правительства характеризовалось чередой политических противоречий. Скандалы получили широкое освещение в средствах массовой информации.
В конце марта 2020 года Джонсон заявил, что у него выявлено заболевание COVID-19. 6 апреля его состояние ухудшилось, и он был переведён в палату интенсивной терапии, назначив Доминика Рааба своим заместителем на время болезни. 9 апреля он был переведён в обычную палату, а 12 апреля был выписан из больницы. 27 апреля он вернулся к исполнению своих обязанностей.
Привился вакциной от коронавируса AstraZeneca в лондонской больнице Святого Томаса.
В апреле 2021 не присутствовал на похоронах принца Филиппа.
25 ноября 2021 года несколько активистов при поддержке неправительственной экологической организации Plan B Earth подали иск в Высокий суд Лондона против Бориса Джонсона. Они обвиняют его в нарушении собственных обязательств по борьбе с изменениями климата.
В апреле 2022 года Джонсон стал первым лидером стран G7, посетившим столицу Украины, Киев, после начала российского вторжения. Он добирался до Киева на машине, вертолёте, военном самолёте и поезде. Во время прогулки по Киеву к президенту Украины Владимиру Зеленскому и премьер-министру Великобритании Борису Джонсону подошла художница из Харькова Валерия Полянскова и подарила керамического петушка, который уцелел в разрушенной российскими войсками многоэтажке в посёлке Бородянка Киевской области. В июне 2022 года, как друг Украины, Джонсон был посвящён в Чернигове в казаки и внесён в казацкий реестр под именем Борис Чуприна.
16 апреля 2022 года Россия запретила Борису Джонсону въезд на свою территорию.
6 мая 2022 года внутри Консервативной партии прошло голосование о недоверии Борису Джонсону. Причиной вотума стал скандал, связанный с несоблюдением Джонсоном им же предложенных мер по борьбе с распространением COVID-19. «Против» проголосовали 211 депутатов, а 148 — «за» недоверие к премьер-министру, этого количества оказалось недостаточно для отстранения Джонсона. New York Times со ссылкой на историю, отметила, что даже те, кто выигрывал такие голосования в прошлом обычно лишались кресла в течение ближайших месяцев.
Согласно социологическому исследованию, проведённому YouGov в конце мая 2022 года, более 59 % британцев выступали за отставку Джонсона.
28 июня 2022 года The Guardian рассказала о критике Бориса Джонсона за нарушение данного обещания об увеличении расходов на оборону на 1,5 % в год в реальном выражении. По подсчётам журналистов, вместо роста расходов в период до 2025 года они будут падать на 0,8 % в год, с учётом заранее запланированных объёмов и текущего уровня инфляции в 9,1 % представляющего максимум за 40 лет. Издание указывает, что для премьер-министра, который стремился позиционировать себя как лучшего друга президента Украины Владимира Зеленского, сообщение о скупости было неожиданным.
Джонсону в этот период пришлось также иметь дело с рядом других скандалов вокруг него (ремонт его квартиры с использованием денег, взятых взаймы у доноров Консервативной партии, назначение русско-английского бизнесмена Евгения Лебедева в Палату лордов, несмотря на предупреждения MI5, предложения переписать правила поведения для депутатов после скандала с Оуэном Патерсоном и сексуальном скандале вокруг Криса Пинчера).
7 июля 2022 года Борис Джонсон заявил, что ушёл в отставку, но будет исполнять свои обязанности до выборов нового главы правительства и лидера Консервативной партии, которые пройдут в сентябре 2022 года. Отставка Джонсона стала завершением «головокружительных» 48 часов в британской политике, которые начались 5 июля с неожиданной отставки канцлера казначейства Риши Сунака и министра здравоохранения Саджида Джавида. За этим последовал шквал отставок других министров и чиновников в течение 6 июля и утра 7 июля.
Падение Бориса Джонсона было воспринято официальными лицами в России с восторгом и насмешками, в то время как официальные лица в Киеве выразили сожаление по поводу отставки. Джонсон считался ключевым союзником Владимира Зеленского. Высказывались опасения по поводу возможных последствий его отставки для военных действий Украины.
5 сентября 2022 года глава МИД Лиз Трасс выбрана лидером правящей Консервативной партии Великобритании.
6 сентября 2022 года Джонсон в замке Балморал официально вручил прошение об отставке королеве Елизавете II, после чего та поручила формирование нового правительства Лиз Трасс.
По утверждению лидера украинской партии «Слуга народа» Давида Арахамии, на фоне российского нападения на Украину, Джонсон сыграл решающую роль в приостановке в апреле 2022 года переговоров между российской и украинской делегациями в Стамбуле.

## Награды
- Орден Свободы (23 августа 2022, Украина) — за выдающиеся личные заслуги в укреплении украинско-британского межгосударственного сотрудничества, поддержку государственного суверенитета и территориальной целостности Украины[88].
- Крест «За заслуги» I класса (2022, Министерство иностранных дел Эстонии)[89].
- В 2020 году Борису Джонсону присвоили Шнобелевскую премию в области медицины «за использование пандемии COVID-19, чтобы научить мир тому, что политики имеют большее влияние на жизнь и смерть, чем учёные и врачи»[90]. Вместе с ним лауреатами названы президент России Владимир Путин, президент США Дональд Трамп, президент Белоруссии Александр Лукашенко, президент Бразилии Жаир Болсонару, президент Туркменистана Гурбангулы Бердымухамедов, президент Турции Реджеп Тайип Эрдоган, президент Мексики Андрес Мануэль Лопес Обрадор.
- Почётный гражданин Одессы (2022)[91].
- Почётный гражданин Киева (2022)[92].

## Личная жизнь

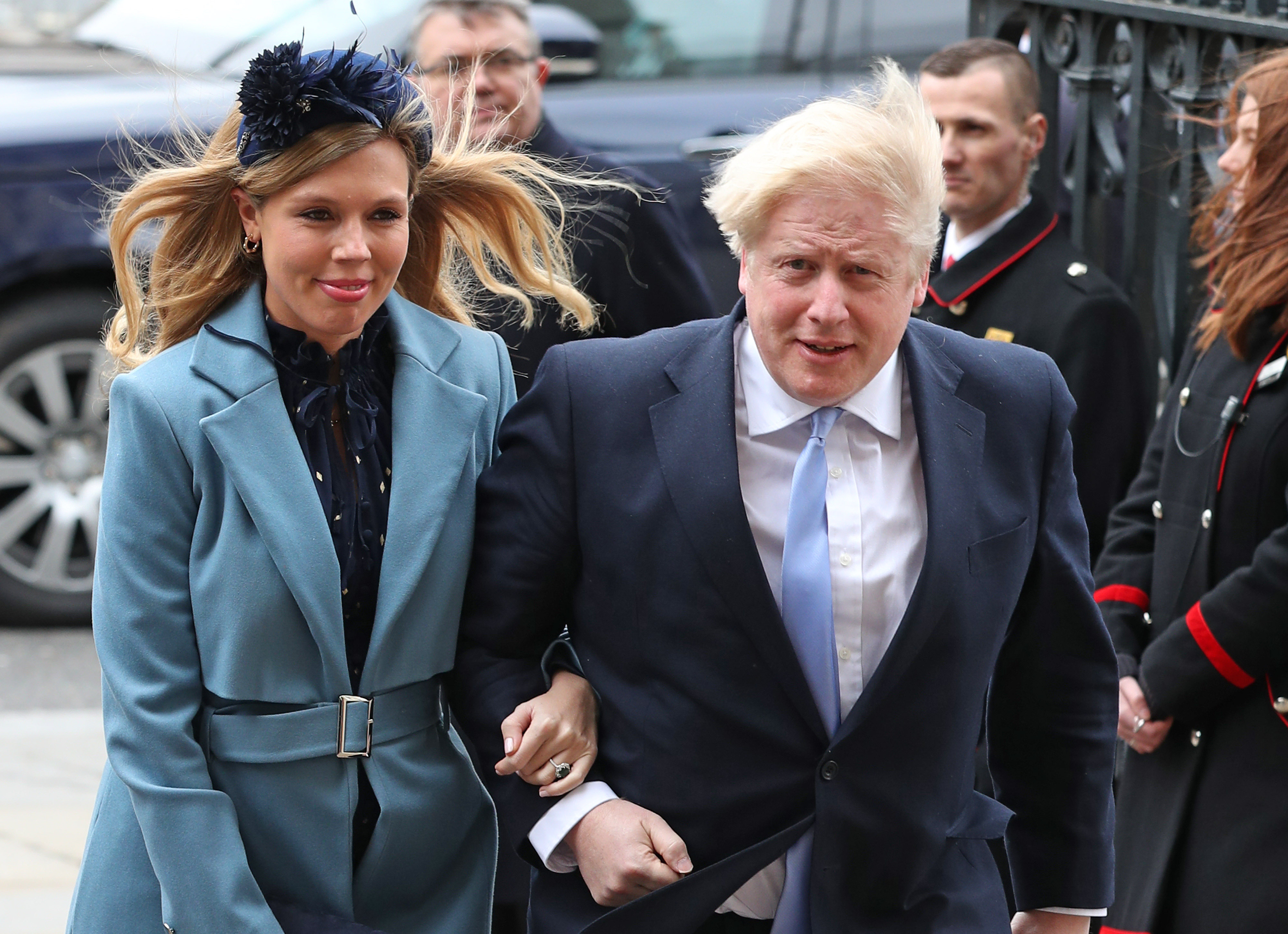
Джонсон с женой Кэрри Саймондс

Сестра Рэйчел — телеведущая и журналистка. Брат Джо Джонсон занимал пост замминистра транспорта.
- В первый раз Борис Джонсон женился в 1987 г. на сокурснице по Оксфорду Аллегре Мостин-Оуэн. Брак продлился 3 года[93].
- В 1993 году женился на Марине Уилер, дочери журналиста и телеведущего сэра Чарльза Уилера. Они прожили вместе 25 лет[94]. У Джонсона и Уилер четверо детей: две дочери, Лара Леттис Джонсон (род. 1993) и Кассия Пичез Джонсон (род. 1997), и два сына, Майло Артур Джонсон (род. 1995) и Теодор Аполло Джонсон (род. 1999)[95].
- В 2009 году родилась внебрачная дочь Джонсона от искусствоведа Хелен Макинтайр[96].
- Жил со своей семьёй в Ислингтоне на севере Лондона.
- В 2018 году развёлся с Мариной Уилер и завязал отношения с Кэрри Саймондс, которая работала в Консервативной партии, а позднее занималась только общественной деятельностью. 29 февраля 2020 года пара объявила, что ждёт ребёнка[97]. Сын Джонсона и Саймондс родился 29 апреля 2020 года[98]. Джонсон назвал его Уилфред Лори Николас, в честь двух врачей, спасших премьеру жизнь, когда он оказался в отделении интенсивной терапии после заражения новым коронавирусом[93].
- 29 мая 2021 года женился на Кэрри Саймондс, устроив тайную церемонию в Вестминстерском соборе[99]. Джонсон стал вторым британским премьер-министром, вступившим брак в период нахождения в должности, после лорда Ливерпула, женившегося в 1822 году[100].
- 9 декабря 2021 года у Бориса Джонсона и его жены Кэрри родилась дочь Роми Айрис Шарлотт[101]. Девочка стала вторым ребёнком пары, а также вторым ребёнком Бориса Джонсона за то время, что он находится на посту премьер-министра[102]. 5 июля 2023 года родился сын.

## Цитаты
- 19 марта 2022 года в своей речи высказал мнение о русскоязычном разделе Википедии:

Конечно же, Путин не верил, что Украина в обозримом будущем станет членом НАТО. Он прекрасно знал, что никакие боеголовки на украинской земле размещать не будут. Да и в ту мифическую чушь, которую он написал про историю русского народа, нечто среднее между Нострадамусом и русской Википедией, он тоже не верит
- 3 мая 2022 года, выступая по видеосвязи перед украинским парламентом, Джонсон повторил исторические слова Уинстона Черчилля о «звёздном часе», сказанные в парламентской речи во время Второй мировой войны. Перефразируя Черчилля, Джонсон назвал сопротивление российской агрессии «звёздным часом» Украины[105][b].
- Борис Джонсон заявил, что[106]:

В какой-то момент он (Путин) как бы пригрозил мне и сказал: «Борис, я не хочу причинять тебе боль, но с ракетой это займет всего минуту», или что-то в этом духе.
В Кремле прокомментировали заявление Бориса Джонсона: «Нет, то, что сказал господин Джонсон, — это неправда, точнее, это ложь. И более того … это или сознательная ложь, тогда, наверное, вопрос, с какой целью он избрал такой вариант изложения, или это была несознательная и фактически он не понял, о чём с ним говорил президент Путин. Тогда становится чуть-чуть не по себе за собеседников нашего президента».

## Сочинения
- Мне есть что вам сказать = Have I Got Views For You. / [пер. с англ. С. Артёмов, Р. Пикотина]. — М. : Альпина нон-фикшн, 2012. — 477, [2] с. — (Чтения Дюаристов). — ISBN 978-5-91671-133-2
- Лондон по Джонсону : о людях, которые сделали город, который сделал мир = Johnson’s Life of London. / [пер. с англ. Олега Алексаняна]. — СПб. : Азбука-Аттикус, 2014. — 542, [1] с. — ISBN 978-5-389-05753-1
- Фактор Черчилля : как один человек изменил историю = The Churchill Factor. / [пер. с англ. Артёма Галактионова]. — М. : КоЛибри, 2015. — 446, [1] с., [12] л. ил., портр. — ISBN 978-5-389-09213-6
- С мечтой о Риме = The Dream of Rome. / [пер. с англ. Артёма Галактионова]. — М. : КоЛибри, 2017. — 270 с. — ISBN 978-5-389-12634-3
- Освобожденный = Unleashed — Harper, 2024. — 784 p. — ISBN 978-0063387263